# 岩田文昭
岩田 文昭（いわた ふみあき、1958年 - ）は、日本の宗教学者、哲学者。大阪教育大学教授。

## 経歴
出生から修学期
1958年、愛知県名古屋市に生まれる。1977年、 東海高等学校卒業。1982年、京都大学文学部哲学科卒業。1986年、京都大学大学院文学研究科宗教学専攻修士課程修了。その後渡仏し、ルーヴァン大学高等哲学研究所でも学んだ。1990年、京都大学大学院文学研究科宗教学専攻博士課程単位取得満期退学。
宗教学研究者として
1994年、大阪教育大学講師に着いた。1996年に助教授昇格。2000年に学位論文『フランス・スピリチュアリスムの宗教哲学』を京都大学に提出して文学博士号を取得。2004年、大阪教育大学教育学研究科教授に就任。

## 研究内容・業績
- フランス・スピリチュアリズムを専門とし、アンリ・ベルクソン、メーヌ・ド・ビラン、モーリス・ブロンデルの思想を中心とした著作がある。また、アンリ・ベルクソンや近角常観など知識人の宗教観の研究もある。
- 西田幾多郎、九鬼周造、西谷啓治ら「京都学派」の哲学に関する著作がある。
- 「いのち」の教育。

## 著作
著書
- 『フランス・スピリチュアリスムの宗教哲学』創文社 2000
- 『近代仏教と青年：近角常観とその時代』岩波書店 2014
- 『浄土思想：釈尊から法然、現代へ』中公新書 2023

共編著
- 『いのち 教育 スピリチュアリティ』 カール・ベッカー著、弓山達也共編、大正大学出版会 2009
- 『Religion and Psychotherapy in Modern Japan』クリス・ハーディング・吉永進一共編著、ラウトレッジ 2015
- 『嘉村礒多集』編・解説、岩波文庫 2024